# Hermann Uhtenwoldt
Hermann Peter Oskar Uhtenwoldt (* 1911 in Königstein im Taunus; † 1944) war ein deutscher Historiker.

Der Sohn eines Postbeamten wuchs in Schlesien auf. Seit Sommersemester 1929 studierte er an den Universitäten Marburg, München und Breslau die Fächer Geschichte, Deutsch und evangelische Religionslehre. Im Jahr 1935 bestand er die Staatsprüfung für das höhere Lehramt. Sein wichtigster akademischer Lehrer war Hermann Aubin. Bei ihm wurde er 1938 mit einer Arbeit über Die Burgverfassung in der Vorgeschichte Schlesiens zum Dr. phil. promoviert. Aubin würdigte die Arbeit als „ein erstes Beispiel einer Dissertation“, welche die „heute für den Fortschritt unserer Erkenntnis unentbehrliche Verbindung verschiedener Fachgebiete und Arbeitsweisen erfolgreich“ anwende. Uhtenwoldt war Mitarbeiter der Historischen Kommission Schlesien in Breslau. Nach seiner Habilitation übernahm er an der Reichsuniversität Prag ab 1941 eine Lehrstuhlvertretung für Geschichte.
Bereits im Herbst 1932 wurde Uhtenwoldt Mitglied der NSDAP. Im Wintersemester 1932/33 trat er dem NS-Studentenbund bei. Begeistert begrüßte Uhtenwoldt den Nationalsozialismus. Uhtenwoldt gehörte seit März 1934 der Schlesischen Studentenführung an und leitete die Abteilung Presse und Propaganda. Von April 1933 bis Februar 1937 trat er als Hauptschriftleiter der Schlesischen Hochschulzeitung politisch hervor. Er begründete 1937 die Publikationsreihe „Junge Wissenschaft im Osten“. Damit wollte er „jene unverborgenen, sich gegen Orient und lateinische Welt auflehnenden Köpfe“ in der Geschichte des deutschen Volkes ermitteln, „deren Kampf“ es zu vollenden galt. Uhtenwoldt veröffentlichte zur mittelalterlichen Geschichte, zum Burgwesen und zur Stadtgeschichte.

## Schriften
- Burgenwesen und frühmittelalterliche Geschichte in Böhmen. In: Zeitschrift für Geschichte der Sudetenländer, Bd. 6 (1943), S. 16–41
- Die Burgverfassung in der Vorgeschichte und Geschichte Schlesiens (= Breslauer historische Forschungen. Bd. 10). Priebatsch, Breslau 1938 (Zugleich: Breslau, Universität, Phil. Dissertation).